# Elliot Easton
Elliot Easton (Brooklyn, Nueva York, 18 de diciembre de 1953) es un músico estadounidense, reconocido por haber sido el guitarrista líder de la banda de rock The Cars. Estudió música en el Berklee College of Music.

## Primeros años
Easton sacó un álbum en solitario en 1985, Change No Change, con canciones compuestas junto con Jules Shear. Con un proyecto de banda posterior, Band Of Angels, formada con el cantante Danny Malone, grabó otro álbum, Band Of Angels, que no llegó a editarse, aunque algunos de sus temas se incluyeron en la reedición de Change No Change en 1996.
En 1998, Easton apareció tocando en No Cats, un álbum del bajista Lee Rocker de Stray Cats. Y contribuyó en las partes de guitarra de Rumblin' Bass y One Way or Another. Según tanto Easton como Rocker, se conocen desde que eran críos en New York.
Easton entró entonces a formar parte de Creedence Clearwater Revisited, la versión moderna para conciertos de la Creedence Clearwater Revival.
Ha tocado para Ric Ocasek en su época en solitario.
Actualmente, Easton forma parte de The New Cars, junto con Greg Hawkes miembro original de The Cars y el cantante/compositor Todd Rundgren, Kasim Sulton bajista/cantante de Utopia, y el batería Prairie Prince de Tubes. En junio de 2006, la banda sacó su álbum de directos, It's Alive!, que incluía tres nuevas canciones de estudio.
También apareció tocando el solo de la canción Angel To You (Devil To Me) de los Click Five.
Easton en 2010 volvió temporalmente a formar parte de Creedence Clearwater Revisited y el 2011, en la vuelta a los escenarios del grupo The Cars, con los cuales publicó Move Like This, el cual sería su último álbum de estudio.
Actualmente pertenece a la banda The Empty Hearts.

## Curiosidades
- Easton comparte cumpleaños con el guitarrista Keith Richards de los Rolling Stones.

- Toca la guitarra como zurdo, y posee su propio modelo Gibson SG Signature.

- También Gretsch le ha fabricado su propia modelo DuoJet Signature.

## Discografía
- Change No Change (1985 Elektra Records, 2006 Re-Release & Remastered)

1. (Wearing Down) Like a Wheel (1985)
2. Shayla (1985)
3. Tools of Your Labor (1985)
4. Monte Carlo Nights (1995 Elliot Easton's Tiki Gods)

- Datos: Q3433372
- Multimedia: Elliot Easton / Q3433372